# Johann Heinrich Friedrich Schütz

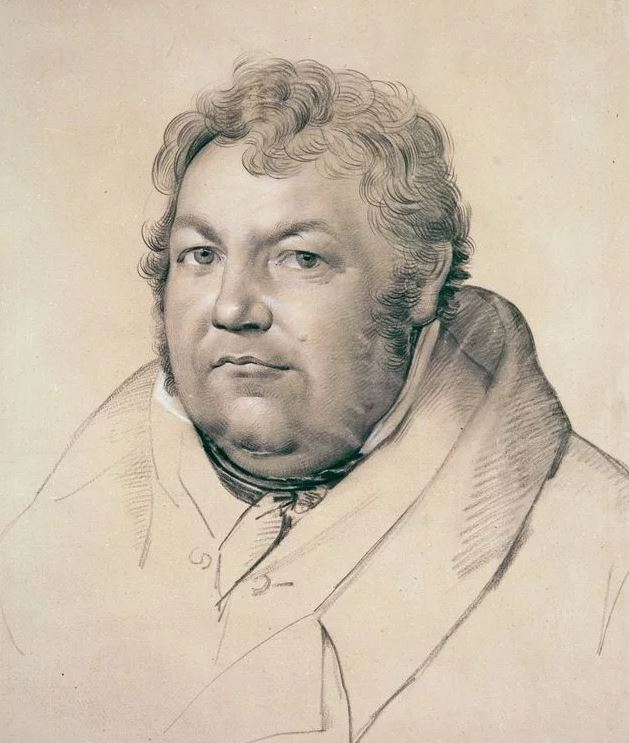
Johann Heinrich Friedrich Schütz (ca. 1820), porträtiert von Johann Joseph Schmeller

Johann Heinrich Friedrich Schütz (* 1779; † 6. November 1829) war ein deutscher Organist, Kantor, Pädagoge und Badeinspektor.

## Leben
Schütz wurde vom letzten Bach-Schüler, Johann Christian Kittel, in Erfurt musikalisch ausgebildet. Auch erwarb Schütz nach Kittels Tod 1809 einige Bücher aus seiner Bibliothek.
Später wurde Schütz Organist in Berka. Nachdem er dort Schwefelquellen entdeckt hatte, wurde ihm am 8. Dezember 1811 eine Audienz am Weimarer Hof gewährt. Es gelang ihm, Herzog Carl August von seinem Projekt der Nutzung der Quellen zu überzeugen. Nach Prüfung und nach zweijährigem Austausch der Argumente wurde die Grundsteinlegung einer Badeanstalt mit einem Erlass des Herzogs 1813 beschlossen und Schütz zum Badeinspektor ernannt. Auch das Interesse Johann Wolfgang von Goethes wurde durch die Entdeckung der Quellen geweckt. Im Frühsommer 1813 machte Schütz Goethe, der in Berka zur Kur weilte, mit Barocksonaten von Bach bekannt.
Später war Goethe noch in den Jahren 1816, 1817 und 1819 bei Schütz zu Gast, der ihm weitere Werke Bachs vorstellte. An Carl Friedrich Zelter schrieb Goethe 1819:

„Bei dieser Gelegenheit muss ich erzählen, dass ich, um die Gedichte zum Aufzug zu schreiben, drei Wochen anhaltend in Berka zubrachte, da mir denn der Inspektor [Schütz] täglich drei bis vier Stunden vorspielte und zwar, auf mein Ersuchen, nach historischer Reihe: von Sebastian Bach bis zu Beethoven, durch Philipp Emanuel, Händel, Mozart, Haydn…“

Als im Jahr 1816 ein Großbrand in Berka wütete, verbrannte auch weitgehend die Musikbibliothek von Schütz.
Das 1818 von Goethe geschriebene Gedicht Laß mich hören, laß mich fühlen ist wahrscheinlich Schütz gewidmet.
Im Bad Berkaer Kurpark erinnert heute ein Gedenkstein an Schütz.